# 1-Méthylcyclopropène
Le 1-méthylcyclopropène est un régulateur végétal de synthèse qui agit comme inhibiteur de l'action de l'éthylène.
C'est l'un des composés chimiques les plus prometteurs pour la régulation du mûrissement des fruits climactériques, l'inhibition de la sénescence des légumes à feuilles, des fleurs coupées et de nombreuses espèces de plantes ornementales,.
L'exposition pendant plusieurs heures au 1-méthylcyclopropène, à des concentrations variables selon les espèces (mais qui peuvent être aussi faibles que 0,2 µL L−1, par exemple pour les poires), rend certains fruits et légumes insensibles à l'éthylène pendant un laps de temps important (de plusieurs jours à quelques semaines).
Le 1-méthylcyclopropène agit en bloquant l'accès de l'éthylène à son site dans le récepteur transmembranaire vraisemblablement situé dans la membrane plasmique, de sorte que les tissus deviennent incapables de percevoir la présence d'éthylène. Cette action est réversible à la fin de l'exposition au 1-MCP. De nombreux essais réalisés sur des pommes, des prunes, des kiwis, des kakis, des avocats, des poires, des tomates et d'autres fruits climactériques ont démontré l'efficacité de cette molécule, qui est désormais largement utilisée pour la conservation des pommes.

## Caractéristiques générales
Le 1-méthylcyclopropène (abrégé en 1-MCP) est un cycloalcène de formule C4H6. C'est un composé gazeux dans les conditions normales de température et de pression, considéré comme à très faible risque pour la santé humaine.
Parmi ses propriétés physiques, on note un point de fusion inférieur à −100 °C et un point d'ébullition proche de 4,7 °C (sous la forme d'un liquide instable).
Le terme « méthylcyclopropène » peut faire référence à l'un des deux isomères, le 1-méthylcyclopropène, traité dans cet article, ou le 3-méthylcyclopropène.
En outre, le méthylcyclopropane (généralement abrégé en MCP) est un autre composé chimique, différent de ceux qui précèdent, un cycloalcane de formule chimique C4H8.

## Altération de la qualité par la présence d'éthylène

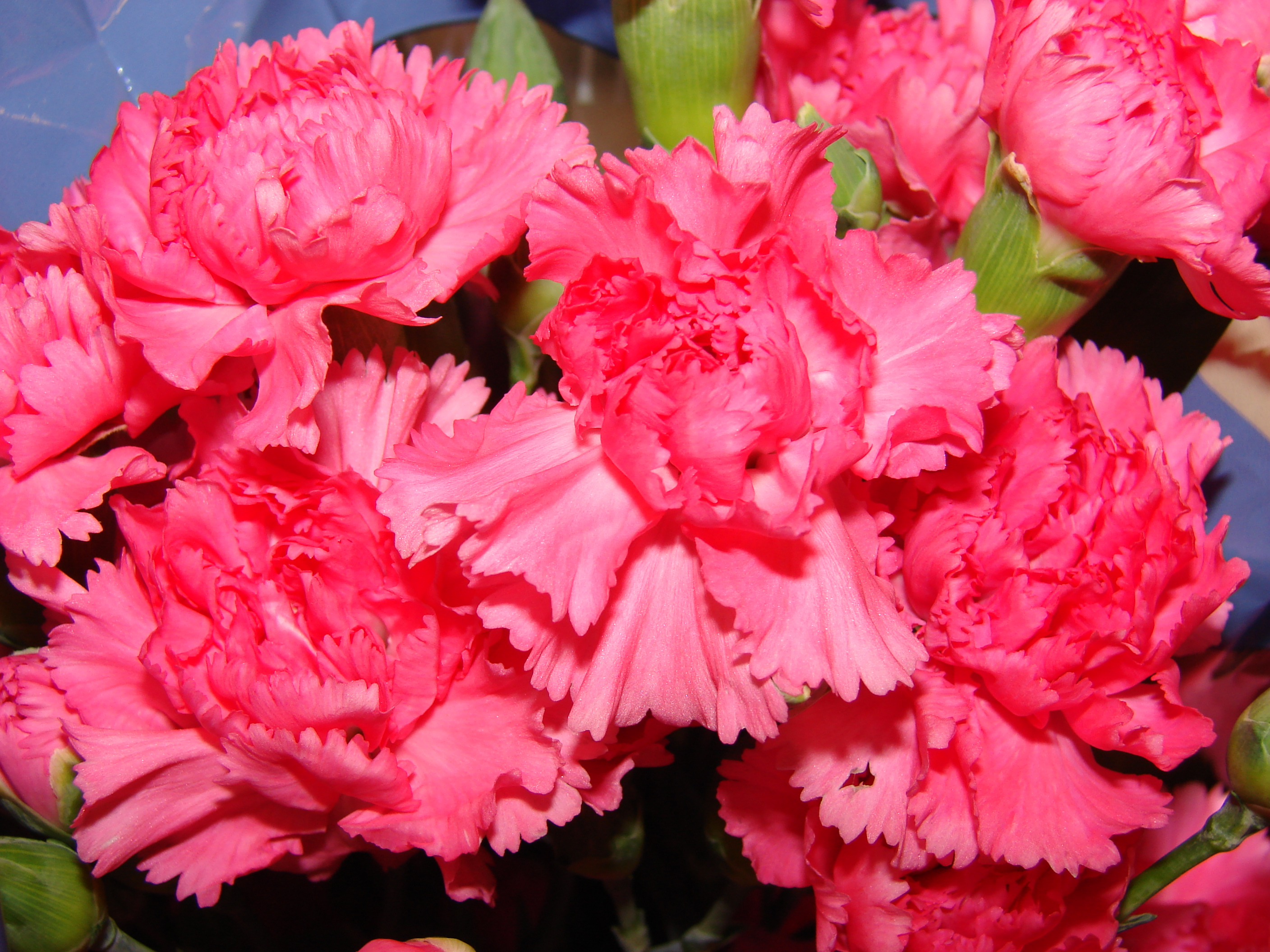
Les œillets sont des fleurs très sensibles à la présence d'éthylène dans l'environnement. Ils répondent très bien à l'application du 1-méthylcyclopropène.

La qualité des fruits, des légumes, des fleurs coupées et des plantes ornementales peut être affectée par la présence d'éthylène dans le milieu ambiant.
Le degré d'affectation diffère selon les espèces. Parmi les fruits climactériques, le kiwi a une réponse (ramollissement marqué) beaucoup plus sensible que les pêches à la présence d'éthylène dans l'atmosphère. Parmi les fruits non climactériques, la qualité des agrumes est beaucoup plus affectée que celles des cerises par la présence d'éthylène. Dans le cas des fleurs coupées et des plantes ornementales, certaines espèces sont très sensibles à la présence d'éthylène (par exemple, l'œillet) tandis que d'autres le sont beaucoup moins.
Un des nombreux moyens de prolonger la vie de fruits, légumes et fleurs dans la période post-récolte est de réduire ou de bloquer l'action de l'éthylène.

## Agents bloquant l'action de l'éthylène

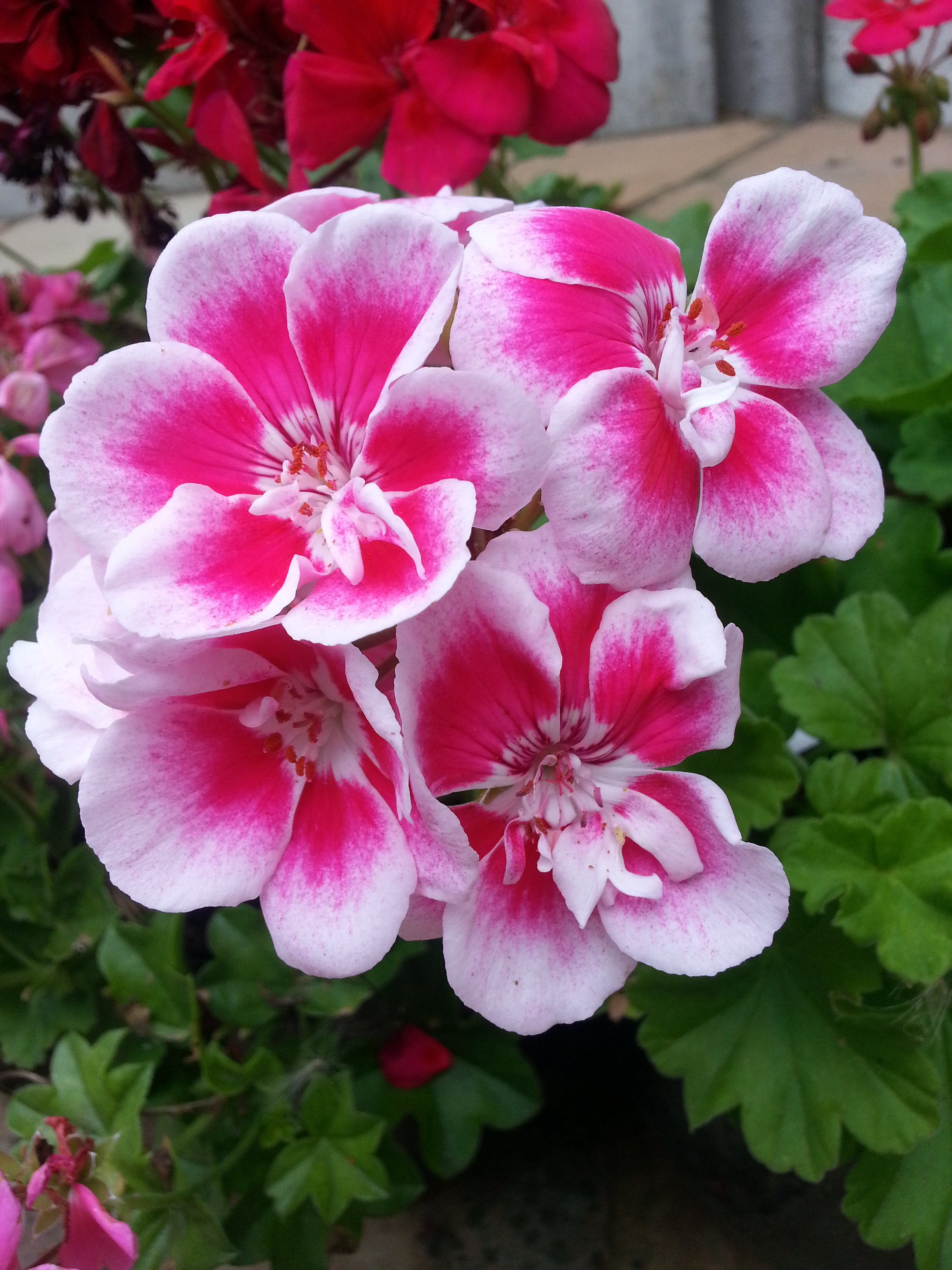
La qualité des fleurs de diverses plantes ornementales, dont le géranium, est améliorée grâce à l'application de 1-méthylcyclopropène.

L'action de l'éthylène peut être bloquée par différents éléments et composés chimiques, parmi lesquels on compte le dioxyde de carbone (CO2) et l'ion argent (Ag+). Le CO2 est généralement utilisé comme inhibiteur de maturation pour le traitement des fruits en atmosphère contrôlée ou modifiée. L'utilisation d'ions Ag+ à titre d'agent « anti-éthylène » a été découverte lors de l'application d'un autre produit, l'ion complexe dithiosulfatoargent(I) [Ag(S2O3)2]3− – plus communément appelé "thiosulfate d'argent". L'ion Ag+ inhibe probablement la transmission du signal au niveau des récepteurs de l'éthylène. S'agissant d'un métal lourd et toxique, l'utilisation d'ions Ag+ est incompatible avec le traitement des fruits et des produits alimentaires destinés à la consommation ; elle est réservée au domaine de la recherche scientifique.
D'autres inhibiteurs présumés de la perception de l'éthylène sont les composés 2,5-norbornadiène et diazocyclopentadiène, qui ont un effet inhibiteur du mûrissement de fruits comme les pommes,. En outre, on a trouvé des réponses de retard dans la maturation chez d'autres fruits comme le kiwi, l'avocat et la banane. Cependant, ces composés présentent plusieurs inconvénients pour une utilisation commerciale. Il faut une exposition continue à des concentrations élevées de 2,5-norbornadiène pour qu'elle soit efficace, ce qui peut conférer aux fruits des arômes indésirables. Dans le cas du diazocyclopentadiène, des concentrations élevées sont explosives.

## Cyclopropènes
Les cyclopropènes, qui constituent une nouvelle génération d'antagonistes de l'éthylène, sont plus prometteurs que les composés mentionnés ci-dessus. Le cyclopropène, le 3,3-diméthylcyclopropène et le 1-méthylcyclopropène (1-MCP) ont été évalués. Le MCP-1 est plus stable que le cyclopropène, et mille fois plus actif que le 3,3-diméthylcyclopropène.

## Mécanisme d'action
Le 1-MCP est en concurrence avec l'éthylène pour le site actif des protéines de membrane réceptrices de l'éthylène. Lorsqu'une molécule de 1-MCP se lie au site actif d'un récepteur, elle se comporte comme un agent de blocage pour empêcher l'accès de l'éthylène à ce site. La liaison du 1-MCP au site actif des récepteurs de l'éthylène est pratiquement irréversible, de sorte que le 1-MCP inhibe tous les processus de maturation dépendant de l'action de l'éthylène.
Le mûrissement ultérieur des fruits traités au 1-MCP est cependant possible car il dépend de leur capacité à synthétiser de nouveaux récepteurs après l'application du produit. N'étant pas exposés à la présence de 1-MCP, ces nouveaux récepteurs ne sont pas bloqués. Ainsi l'éthylène peut se lier, de façon réversible à ces nouveaux récepteurs et développer leurs fonctions de régulation, déclenchant la cascade de signaux conduisant à la maturation des fruits. Du fait de l'ampleur des effets du 1-MCP sur des espèces différentes, certains auteurs le considèrent comme la troisième révolution technologique en post-récolte des fruits, après l'utilisation du froid et des atmosphères contrôlées et modifiées.
En outre, pour de nombreux produits, on peut combiner ces différentes technologies, ainsi que leur application.

## Effets

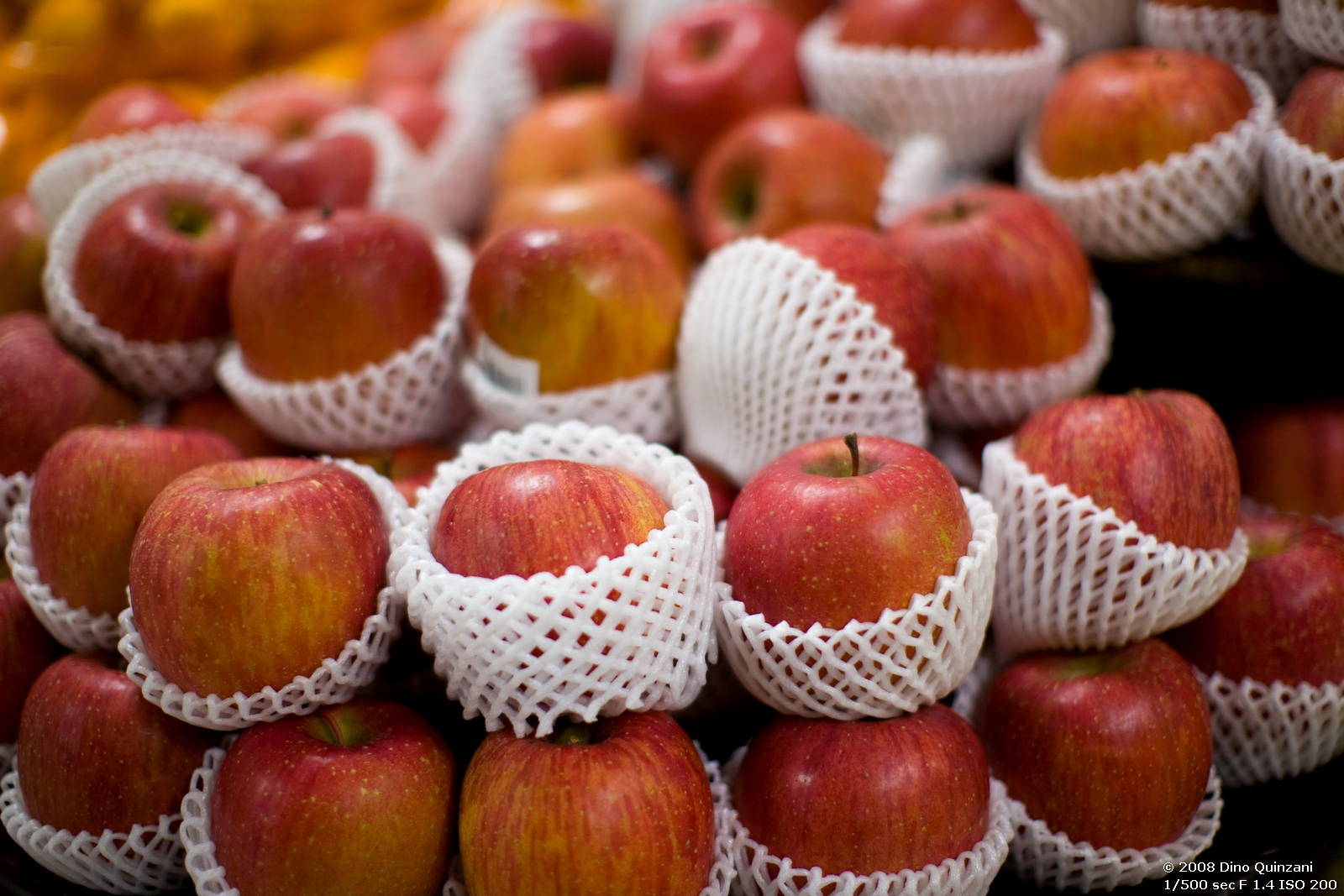
L'utilisation du 1-méthylcyclopropène comme technique complémentaire du froid convient pour les fruits qui présentent une bonne réponse au produit et dont on cherche à différer fortement la consommation dans le temps. On l'utilise également pour les fruits qui doivent être présentés de façon différenciée sur les marchés.

Au sujet des effets du 1-MCP, on peut faire quelques observations générales, basées sur deux revues scientifiques, :
- l'efficacité de l'action du 1-MCP dépend d'une interaction entre le temps d'exposition et la concentration de 1-MCP appliquée : plus le temps d'exposition est important, moindre est la concentration nécessaire pour obtenir le même effet ;
- la production d'éthylène par les fruits est généralement inhibée par l'application du 1-MCP. C'est le cas pour les pommes, les poires, les kiwis, les abricots, les prunes, etc. ;
- les processus caractéristiques de mûrissement des fruits climactériques (ramollissement, jaunissement, augmentation du rythme respiratoire, perte d'acidité titrable, synthèse de composés volatils) sont généralement retardés ou inhibés par l'application de 1-MCP. La destruction des chlorophylles est également retardée chez les fruits non climactériques, tels que limes et citrons ;
- la variété affecte grandement la réponse des fruits au 1-MCP. Cela a été particulièrement vérifié pour les prunes et les pommes. Pour ces dernières, l'entrée du 1-MCP dans le fruit, et son action ultérieure, est en partie fonction de l'épaisseur et de la constitution de la cuticule cireuse qui l'entoure, ce qui est une caractéristique de chaque variété ;
- l'état de maturité affecte aussi généralement la réponse au 1-MCP, bien que cela dépend de l'espèce en cause. Les pommes et poires perdent leur capacité de réponse aux applications de 1-MCP après des périodes de stockage relativement courtes. En outre, la réponse a tendance à être plus faible chez les fruits de deuxième ou troisième récolte que chez ceux de la première récolte, qui se cueillent dans un état de maturité moins avancé. Toutefois, le kiwi est en mesure de répondre au 1-MCP même si le stade de ramollissement a commencé ;
- l'effet du 1-MCP peut varier avec la température d'application. En général, on considère que l'exposition de fruits au MCP-1 est plus efficace lorsqu'elle est effectuée à 20 °C qu'à 0 °C. Cependant, chez les fruits comme les pommes, les poires et les kiwis, les applications faites à des températures proches de 0 °C continuent d'avoir un niveau d'efficacité élevé ;
- le 1-MCP réduit l'incidence de nombreux troubles physiologiques : par exemple, l'échaudure superficielle sur les pommes, le cœur aqueux chez les poires et le brunissement interne chez les ananas, les prunes, certaines pommes et les poires. D'autres troubles sont souvent exacerbés par l'application du 1-MCP : les taches amères chez quelques variétés de pommes et les dégâts du froid chez les pêches, les nectarines et les prunes, entre autres.

L'Agence des États-Unis pour la protection de l'environnement (EPA) a classé le 1-MCP comme un régulateur végétal. Le 1-MCP est de nature gazeuse, et le niveau de résidus laissés dans les fruits est quasiment indétectable. Le 1-MCP est considéré comme non toxique et dépourvu d'effets nocifs sur les humains, et a été enregistré pour une application à diverses espèces de fruits.
L'avènement du 1-MCP comme outil technologique a eu un impact énorme sur le marché. Les principaux conditionneurs-exportateurs de pommes dans le monde traitent une grande partie de leur production avec le 1-MCP en complément de l'utilisation du froid. Cependant, toutes les espèces de fruits ne répondent pas favorablement à l'action du 1-MCP. Sozzi et Beaudry (2007) ont publié une étude scientifique qui révèle que les fruits qui ont montré une meilleure réponse à la 1-MCP sont la pomme, le kaki, le kiwi, la prune japonaise, l'avocat et les poires européenne et japonaise.

## Réglementation
Sur le plan de la réglementation des produits phytopharmaceutiques :
- pour l'Union européenne : cette substance active est inscrite à l'annexe I de la directive 91/414/CEE par la directive 2006/19/CE du 14 février 2006[13] ;
- pour la France : cette substance active est autorisée dans la composition de préparations bénéficiant d'une autorisation de mise sur le marché.

Aux États-Unis, le 1-MCP a été autorisé par l'Environmental Protection Agency (EPA) en tant que substance active en avril 1999.

## Présentations commerciales
Il existe plusieurs formulations commerciales du 1-méthylcyclopropène proposées par la société Rohm and Haas, adaptées à la destination et aux conditions d'application. Ce sont notamment :
- EthylBloc (0,43 % de matière active), utilisé pour les fleurs coupées, les plantes d'ornement et les pépinières ;
- SmartFresh (3,3 % de matière active), utilisé pour la conservation après récolte des fruits, tels que pommes, melons, poires, avocats, mangues, papayes, kiwis, prunes ;
- SmartFresh SmartTabs (0,63 % de matière active), utilisé dans les produits alimentaires contenant certains fruits peu transformés, tels que pommes, melons, poires, avocats, mangues, papayes, kiwis, prunes ;
- EthylBloc Sachet (0,014 % de matière active), utilisé pour les fleurs coupées, les plantes en pot et les plantes à feuillage décoratif.